# Ålandets naturreservat
Ålandets naturreservat är ett naturreservat i Norrtälje kommun i Stockholms län.
Området är naturskyddat sedan 2019 och är 45 hektar stort. Naturreservatet omfattar en ö med kringliggande vatten söder om Rådmansö. Det består av äldre barrskog, blandskog och en hassellund.